# Мититеи
Мититеи (рум. Mititei) је традиционално јело румунске кухиње, које се састоји од грилованих ролница од млевеног меса направљених од мешавине говедине, јагњетине и свињетине, са зачинима као што су бели лук, црни бибер, тимијан, коријандер, анис, чубар, а понекад и мало паприке. У смешу се такође додају натријум бикарбонат и  вода. Слично је ћевапима и другим јелима од млевеног меса широм Балкана и Блиског истока.
Често се служи са сенфом, помфритом и киселим поврћем.

## Историја
Популарна прича тврди да су мититеи измишљени крајем 14. века и да потичу из Османског царства.
Током година, рецепт је изгубио неке оригиналне састојке, као што су ким и пимент, и почео је да се прави са свињетином, уместо са говедином и јагњетином. Натријум бикарбонат, средство за дизање теста, се такође често додаје у модерне румунске рецепте, што побољшава и укус и текстуру.

## Културни и економски значај
Мититеи су веома популарне широм Румуније, са процењених 440 милиона конзумираних сваке године у Румунији. Једу се у кућама, ресторанима и пабовима, али се вероватно највише повезују са роштиљањем на отвореном. Пошто многи Румуни славе Први мај одласком на роштиље и пикнике, „мићи“ су се последњих година снажно повезали са празником, а 30 милиона „мититеја“ је поједено у Румунији 1. маја 2019. Мичи се понекад у медијима назива „националним јелом Румуније“, упркос недостатку такве званичне ознаке.
2018. између 5% и 10% свих мититеја произведених у Румунији је извезено, углавном у земље са великом румунском дијаспором, као што су Италија, Шпанија и Уједињено Краљевство.